# Valeriy Lobanovskyi
Valeriy Vasylyovych Lobanovskyi (tiếng Ukraina: Вале́рій Васи́льович Лобано́вський, Valerij Vasyl’ovyč Lobanovs’kyj [vɑˈlɛrɪj lobɑˈnɔwsʲkɪj]; tiếng Nga: Вале́рий Васи́льевич Лобано́вский, 6 tháng 1 năm 1939 - 13 tháng 5 năm 2002) là một huấn luyện viên bóng đá người Liên Xô-Ukraina. Ông là thạc sĩ thể thao Liên Xô, huấn luyện viên xuất sắc nhất Liên Xô, Kỉ niệm chương Ruby FIFA năm 2002, Kỉ niệm chương FIFA, giải thưởng cao quý nhất của Liên đoàn bóng đá thế giới (FIFA).
Tài năng của ông nổi tiếng khi dẫn dắt đội bóng Dynamo Kyiv, đội tuyển bóng đá quốc gia Ukraina và trước đó là đội tuyển bóng đá quốc gia Liên Xô. Năm 1975, Dynamo Kyiv là câu lạc bộ Liên Xô đầu tiên giành được một danh hiệu lớn ở châu Âu khi đánh bại Ferencváros của Hungary tại trận chung kết Cúp các câu lạc bộ đoạt cúp bóng đá quốc gia châu Âu.

## Sự nghiệp

### Sự nghiệp thi đấu
Lobanovskyi tốt nghiệp trường bóng đá số 1 và trường bóng đá trẻ ở Kiev. Ông bắt đầu sự nghiệp thi đấu trong vai trò chạy cánh trái khi thi đấu cho câu lạc bộ quê hương Dynamo Kyiv. Tại đây, ông và đội bóng đã giành được cả danh hiệu vô địch giải đấu và Cúp Liên Xô. Ông đã dành bảy năm thi đấu cho câu lạc bộ trước khi kết thúc sự nghiệp của mình với các khoảng thời gian thi đấu ngắn tại Chornomorets Odessa, và Shakhtar Donetsk. Lobanovskyi kết thúc sự nghiệp thi đấu ở tuổi 29 với tổng cộng 253 trận và có 71 bàn thắng. Ông đã giúp Liên Xô giành vị trí Á quân tại Giải vô địch bóng đá châu Âu năm 1988. Lobanovskyi chơi trận đấu quốc tế đầu tiên vào ngày 4 tháng 9 năm 1960 khi Liên Xô tiếp đón Áo. Ông nổi tiếng với bàn thắng được thực hiện từ cú đá phạt góc và khả năng chuyền bóng như đặt nó vào bất cứ vị trí nào trên sân; danh tiếng của ông đã đưa ông trở thành huấn luyện viên cho Dynamo Kiev.

## Sự nghiệp huấn luyện viên
Một năm sau khi giã từ sự nghiệp thi đấu, Lobanovskyi được mời về làm công tác huấn luyện tại Dnipro Dnipropetrovsk. Sau bốn năm với những bước tiến không đáng kể với đội bóng, Lobanovskyi chuyển đến dẫn dắt câu lạc bộ cũ ông từng thi đấu, Dynamo Kyiv. Ông bắt đầu dẫn dắt câu lạc bộ từ năm 1974, và 15 trong số 17 năm tiếp theo ông dẫn dắt đội bóng, ngoại trừ khoảng thời gian 2 năm từ 1983-1984 ông dẫn dắt đội tuyển quốc gia Liên Xô. Ông đã thành công khi giúp Kyiv phá vỡ sự thống trị của các câu lạc bộ tới từ Nga dưới thời Xô Viết. Lobanovskyi đã dẫn dắt đội bóng giành tổng cộng tám Cúp bóng đá vô địch Xô viết, sáu cúp quốc gia, hai Cúp châu Âu, và một Siêu cúp châu Âu năm 1975.
Trong giai đoạn này, ông cũng thành công khi dẫn dắt đội tuyển Liên Xô, giúp đội bóng dành Huy chương đồng Thế vận hội Mùa hè 1976. Ông được bổ nhiệm dẫn dắt đội bóng chỉ đêm trước khi diễn ra Giải vô địch bóng đá thế giới 1986. Tại đó, ông cùng với các cầu thủ nòng cốt của Dynamo Kyiv đã đưa đội tuyển Liên Xô đứng đầu bảng trước khi thua Bỉ tại vòng 16 đội với tỉ số 3-4 ở hiệp phụ. Tuy nhiên, thành công lớn nhất của ông là giúp Liên Xô giành vị trí Á quân EURO 1988. Tại vòng bảng, Liên Xô đã thắng Hà Lan với tỉ số 1-0, nhưng tại trận chung kết, đội bóng của Lobanovskyi không thể lặp lại điều đó khi thua với tỉ số 0-2.
Theo sau chính sách Perestroika, nhiều cầu thủ xuất sắc nhất của Lobanovskyi trong màu áo của Dynamo Kyiv và đội tuyển quốc gia rời Liên Xô để tới thi đấu ở Tây Âu. Tới World Cup 1990 trên đất Ý, ông đã không thể tạo ra đội hình đội tuyển Liên Xô với bộ khung của Kyiv trước đó. Không thể kiểm soát hoàn toàn được đội bóng, Liên Xô bị loại ngay từ vòng bảng với chỉ một chiến thắng và hai trận thua. Sau thất bại đó, Lobanovskyi quyết định rời Dynamo Kyiv để dẫn dắt UAE với một lời đề nghị rất hấp dẫn. Tuy nhiên, bốn năm mờ nhạt tại đây, ông bị sa thải và tiếp tục có hai năm gắn bó tại đội tuyển bóng đá quốc gia Kuwait.
Vào tháng 1 năm 1997, Lobanovskyi trở lại dẫn dắt Dynamo Kyiv lần thứ ba. Câu lạc bộ vào thời điểm này đã phần nào giảm vị thế. Họ đã bị UEFA loại ra khỏi khỏi các giải đấu châu Âu sau những vụ hối lộ quan chức, và câu lạc bộ cũng thi đấu chật vật tại giải đấu quốc nội. Lobanovskyi đã xoay chuyển để giúp câu lạc bộ phục hồi nhanh chóng. Ngoài việc dẫn dắt đội bóng đến năm chức vô địch liên tiếp, Lobanovskyi đã biến Dynamo Kyiv trở thành một trong những đội bóng xuất sắc nhất châu Âu khi vào tới bán kết Champions League năm 1999. Ông đã được mời về dẫn dắt đội tuyển bóng đá quốc gia Ukraina vào tháng 3 năm 2000, nhưng đã bị sa thải sau khi thua một trận playoff để giành vé đến World Cup 2002.
Lobanovskyi bị đột quỵ vào ngày 7 tháng 5 năm 2002, ngay sau khi Dynamo Kyiv của ông đã đánh bại FC Metalurh Zaporizhzhya. Ông qua đời vào ngày 13 tháng 5 trong khi phẫu thuật não, sau những biến chứng của cơn đột quỵ. Tại trận chung kết Champions League diễn ra ở Glasgow hai ngày sau đó, UEFA đã một phút mặc niệm để vinh danh ông. 

## Vinh danh

Tượng của Valeriy Lobanovskyi.

Sau khi qua đời, Lobanovskyi đã được trao tặng danh hiệu Anh hùng Ukraina, vinh dự cao quý nhất của quốc gia. Sân vận động của câu lạc bộ Dynamo Kyiv cũng được đổi tên thành Sân vận động Valeriy Lobanovskyi để vinh danh những công lao to lớn của ông cho đội bóng. Thi hài của ông được chôn cất tại Nghĩa trang Baikove ở Holosiiv, Kiev với một bức tượng và tượng đài ấn tượng.
Sau khi vô địch UEFA Champions League 2002-03 cùng với A.C. Milan, huyền thoại bóng đá và học trò một thời của ông trong màu áo của Dynamo Kyiv là Andriy Shevchenko đã bay đến Kiev để đặt huy chương mà mình dành được cho người thầy cũ của mình. Năm 2005, Giải đấu tưởng niệm Valeriy Lobanovskyi được thành lập nhằm tưởng nhớ đến ông.

## Cuộc sống cá nhân

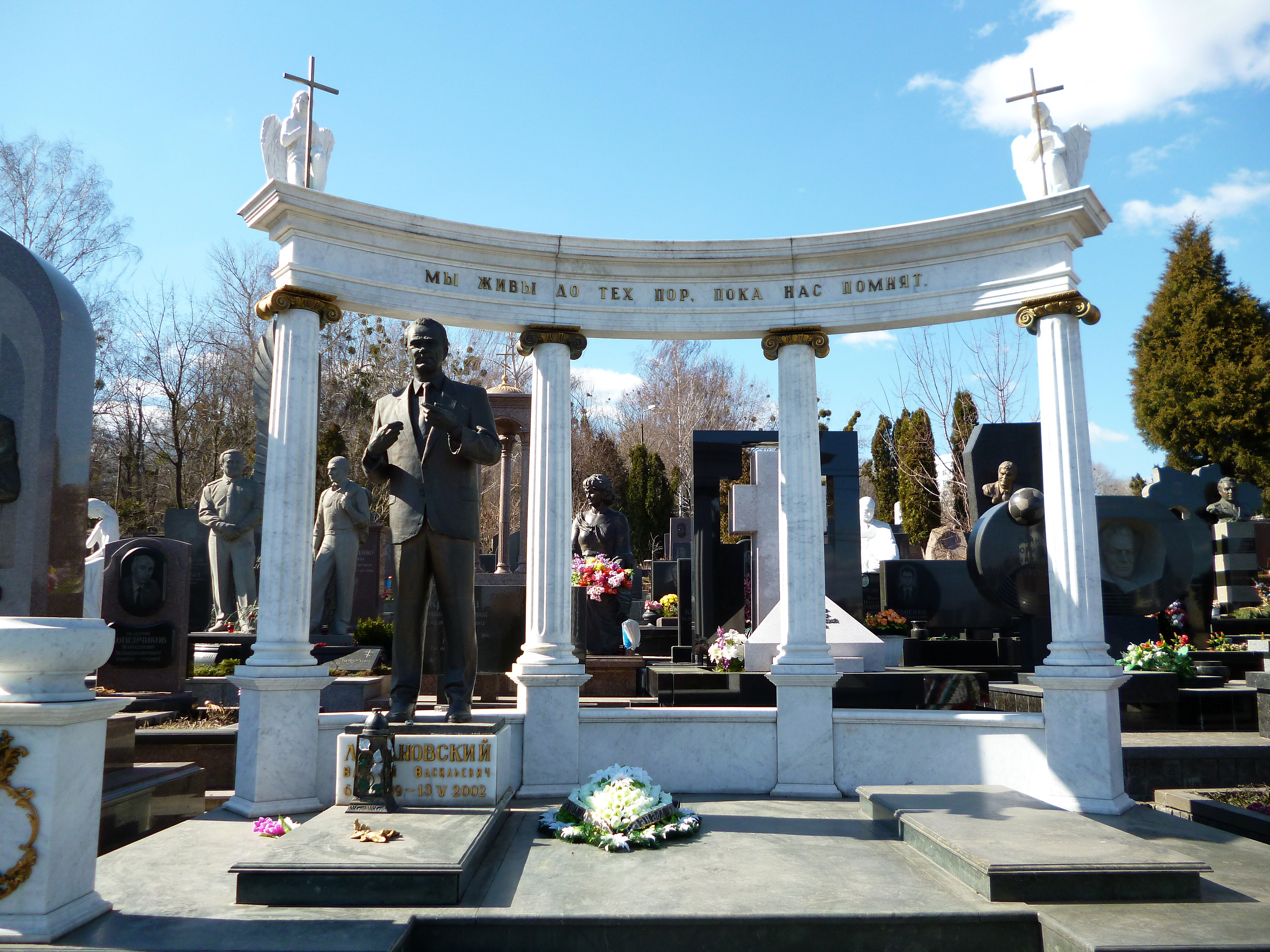
Mộ của Valery Lobanovsky tại nghĩa trang Baikovo

Lobanovsky được sinh ra ở Kiev trong gia đình gốc Ba Lan có bố mẹ là Vasyl Mykhailovych Lobanovsky và Oleksandra Maksymivna Boichenko. Vasyl Lobanovsky dấu vết nguồn gốc của mình cho gia đình szlachta Ba Lan của Lobko-Lobanowski. Ông kết hôn với Ada Lobanovskaya và có một cô con gái tên là Svitlana. Ngoài ra, ông còn là cháu trai của nhà văn Ukraina và thủ lĩnh của Đoàn Thanh niên Cộng sản Lenin tại Ukraina, Oleksandr Boichenko.

## Thống kê sự nghiệp

### Câu lạc bộ
| Câu lạc bộ        | Mùa               | Giải | Giải      | Cúp  | Cúp       | Tổng | Tổng      |
| Câu lạc bộ        | Mùa               | Trận | Bàn thắng | Trận | Bàn thắng | Trận | Bàn thắng |
| ----------------- | ----------------- | ---- | --------- | ---- | --------- | ---- | --------- |
| Dynamo Kyiv       | 1959              | 10   | 4         | -    | -         | 10   | 4         |
| Dynamo Kyiv       | 1960              | 29   | 12        | 1    | 0         | 30   | 12        |
| Dynamo Kyiv       | 1961              | 28   | 10        | 1    | 0         | 29   | 10        |
| Dynamo Kyiv       | 1962              | 30   | 8         | 1    | 0         | 31   | 8         |
| Dynamo Kyiv       | 1963              | 38   | 8         | -    | -         | 38   | 8         |
| Dynamo Kyiv       | 1964              | 9    | 0         | -    | -         | 9    | 0         |
| Tổng              | Tổng              | 144  | 42        | 3    | 0         | 147  | 42        |
| Chornomorets      | 1965              | 28   | 10        | -    | -         | 28   | 10        |
| Chornomorets      | 1966              | 31   | 5         | 4    | 5         | 35   | 10        |
| Tổng              | Tổng              | 59   | 15        | 4    | 5         | 63   | 20        |
| Shakhtar          | 1967              | 32   | 9         | 2    | 1         | 34   | 10        |
| Shakhtar          | 1968              | 18   | 5         | 1    | 1         | 19   | 6         |
| Tổng              | Tổng              | 50   | 14        | 3    | 2         | 53   | 16        |
| Tổng số sự nghiệp | Tổng số sự nghiệp | 253  | 71        | 10   | 7         | 263  | 78        |

## Danh hiệu

### Cầu thủ
Dynamo Kyiv
- Giải bóng đá vô địch Xô viết (1): 1961
- Cúp Xô viết (1): 1964

### Huấn luyện viên
Dnipro Dnipropetrovsk
- Giải Hạng nhất Xô viết (1): 1971

Dynamo Kyiv
- Vô địch UEFA Cup (2): 1975, 1986
- Siêu cúp châu Âu (1): 1975
- Giải bóng đá vô địch Xô viết / Ukraina (12): 1974, 1975, 1977, 1980, 1981, 1985, 1986, 1997, 1998, 1999, 2000, 2001
- Cúp Xô viết / Ukraina (9): 1974, 1978, 1982, 1985, 1987, 1990, 1998, 1999, 2000
- Siêu Cúp Liên Xô (3): 1980, 1985, 1986.
- Cúp Cộng đồng các Quốc gia độc lập (3): 1997, 1998, 2002

Liên Xô
- Giải vô địch bóng đá châu Âu: Á quân 1988

### Cá nhân
- Huấn luyện viên bóng đá châu Âu của năm (3 lần, kỷ lục): 1986, 1988, 1999
- Huấn luyện viên bóng đá châu Âu mùa giải: 1985–86
- Huấn luyện viên bóng đá vĩ đại nhất thế giới lần thứ tư của World Soccer: 2013
- ESPN FC xếp ông thứ 8 trong số các Huấn luyện viên vĩ đại nhất mọi thời đại: 2013[6]
- Tạp chí France Football xếp ông là Huấn luyện viên đứng thứ 8 trong số các Huấn luyện viên vĩ đại nhất thế kỷ XX[7]

## Số liệu thống kê huấn luyện viên
| Đội                   | Từ năm | Tới năm | Thông tin | Thông tin | Thông tin | Thông tin | Thông tin       |
| Đội                   | Từ năm | Tới năm | Số trận   | Thắng     | Hòa       | Thua      | Tỉ lệ thắng (%) |
| --------------------- | ------ | ------- | --------- | --------- | --------- | --------- | --------------- |
| Dnipro Dnipropetrovsk | 1968   | 1973    | 213       | 108       | 54        | 51        | 50.7            |
| Dynamo Kyiv           | 1974   | 1990    | 681       | 356       | 199       | 126       | 52.28           |
| Liên Xô               | 1975   | 1976    | 19        | 11        | 4         | 4         | 57.89           |
| Ukraina Xô viết       | 1979   | 1979    | 7         | 5         | 1         | 1         | 71.43           |
| Liên Xô               | 1982   | 1983    | 10        | 6         | 3         | 1         | 60              |
| Liên Xô               | 1986   | 1990    | 48        | 25        | 12        | 11        | 52.08           |
| UAE                   | 1992   | 1992    | 12        | 6         | 3         | 3         | 50              |
| Kuwait                | 1993   | 1996    | 41        | 17        | 11        | 13        | 41.46           |
| Dynamo Kyiv           | 1997   | 2002    | 268       | 191       | 46        | 31        | 71.27           |
| Ukraina               | 2000   | 2001    | 18        | 6         | 7         | 5         | 33.33           |
| Tổng                  | 1968   | 2002    | 1317      | 731       | 340       | 246       | 55.5            |